# 本吉車站 (日本)
本吉車站（日语：／ Motoyoshi eki */?）是一位於日本宮城縣氣仙沼市本吉町、東日本旅客鐵道（JR東日本）氣仙沼線沿線的BRT車站。由氣仙沼車站代為管理、並委託給本吉町商工會經營的本吉是JR東日本盛岡支社管轄範圍內最南的車站，氣仙沼線在過了本站之後以南的車站，開始改屬仙台支社的管轄範圍。
根據2009年時的統計，本吉車站每日平均上車旅客人數達360人，甚至比管理本站的氣仙沼車站還多，是氣仙沼線沿線利用率排名第一的車站。

## 历史

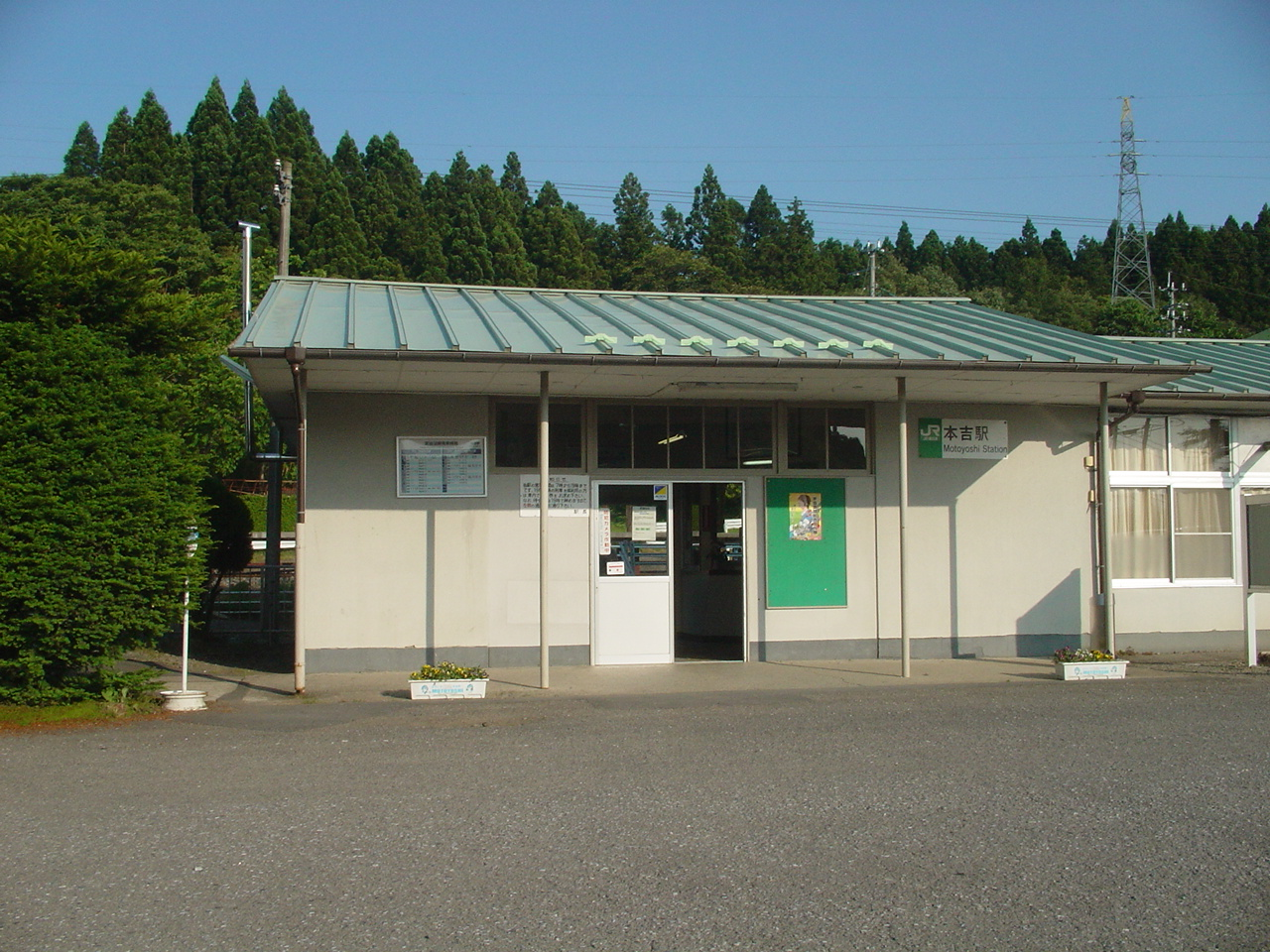
震前的站舍（2007年6月18日）

- 震前的站舍（2007年6月18日）1957年（昭和32年）2月11日 - 车站启用。
- 1972年（昭和47年）2月1日 - 车站无人化。
- 1987年（昭和62年）4月1日 - 日本国铁分割民营化，车站管辖划归由东日本旅客铁道继承。
- 2011年（平成23年）3月11日：因东日本大震灾而暂停运行。
- 2012年（平成24年）8月20日：以BRT方式暂时重建。
- 2020年（令和2年）4月1日：随着柳津-气仙沼段铁路线废线，不再作为铁路站[1]。

## 車站結構
BRT運行開始後起初的站舍的氣仙沼側與BRT新設的月台相鄰，軌道改為舖設專用道。氣仙沼方向為方便專用道的方向停靠，柳津方向為方便一般道方向停靠。
地震發生前島式月台1面2線可進行列車交會的地面車站，站舍與月台以跨線天橋連絡。

### 地震发生前月台配置
| 月台 | 路線      | 方向 | 目的地                           |
| ---- | --------- | ---- | -------------------------------- |
| 1    | ■氣仙沼線 | 下行 | 南氣仙沼、氣仙沼方向             |
| 2    | ■氣仙沼線 | 上行 | 前谷地、小牛田方向               |
| 2    | ■氣仙沼線 | 下行 | 南氣仙沼、氣仙沼方向（此站始發） |

## 相鄰車站
東日本旅客鐵道
■氣仙沼線（BRT路段）
陸前小泉－本吉－小金澤

## 外部連結
- （日語）本吉車站（JR東日本） （页面存档备份，存于）

1. ↑  東日本旅客鉄道株式会社.  (PDF). 2020-01-31. （原始内容 (PDF)存档于2020-02-04） （日语）.